# 市川莉乃
市川 莉乃（いちかわ りの、2000年〈平成12年〉12月10日 - ）は、日本のファッションモデル、タレント、グラビアアイドル。埼玉県出身。以前の所属事務所はSGM（ソーシャルガールズメディア）。

## 経歴
2017年10月、SGMedia× ×Jkpressオーディションでグランプリに輝き芸能界入り。2020年4月、K-1 JAPAN GROUP「Krush」2020年度ラウンドガールに就任。

## 人物
趣味はASMR、ファッション。特技は変顔。

## 出演

### テレビ
- 今日、好きになりました。7弾（2018年3月、AbemaTV）
- もう一度好きになってもいいですか 特別編（2018年4月、AbemaTV）
- 親愛なる、あだな様（2019年6月、テレビ東京）
- つるの剛士のイジリ単車（2020年1月2日、エンタメーテレ）

### イベント
- Tokyo Street Collection（2017年10月、shibuya WOMB）
- namcoイベント（2017年11月、namco大宮店）
- D-1 dream project 2017（2017年12月、shibuya DUO）
- FASION LEADERS（2018年12月、なんばHATCH）
- 超十代（2019年3月、幕張メッセ国際展示場）
- Tokyo Street Collection（2019年5月、パシフィコ横浜）
- 超十代presents～超夏休み2019～（2019年8月、三浦海岸）
- TGC teen 2019 Winter（2019年12月、新木場 STUDIO COAST）
- 超十代2020 デジタル（2020年3月）

### 広告
- QUEENEYES カラーコンタクトイメージモデル（2018年2月）
- ジョイフルまるやま モデル（2018年5月）
- フリュー「MORU」イメージモデル（2019年1月）
- ゆうちょ銀行「ゆうちょPay」キャンペーン動画（2019年3月）

### MV
- DEED（2018年4月）
- 岸谷香「レミニセンス」（2019年5月、SME）

## 作品

### DVD
- イチハチりのちぃ（2020年1月24日、イーネット・フロンティア）[1]